# Liphistius jarujini
Liphistius jarujini är en spindelart som beskrevs av Ono 1988. Liphistius jarujini ingår i släktet Liphistius och familjen ledspindlar.
Artens utbredningsområde är Thailand. Inga underarter finns listade i Catalogue of Life.